# 7204 Ondřejov
7204 Ondřejov eller 1995 GH är en asteroid i huvudbältet som upptäcktes den 3 april 1995 av den tjeckiske astronomen Petr Pravec vid Ondřejov-observatoriet. Den är uppkallad efter den tjeckiska byn Ondřejov.
Asteroiden har en diameter på ungefär 6 kilometer.